# Trichocerota
Trichocerota là một chi bướm đêm thuộc họ Sesiidae.

## Các loài
- Trichocerota alectra (Arita & Gorbunov, 1995)
- Trichocerota antigama Meyrick, 1926
- Trichocerota brachythyra Hampson, 1919
- Trichocerota cupreipennis (Walker, [1865])
- Trichocerota diplotima Meyrick, 1926
- Trichocerota formosana Arita & Gorbunov, 2002
- Trichocerota fulvistriga Hampson, 1919
- Trichocerota intervenata Hampson, 1919
- Trichocerota melli Kallies & Arita, 2001
- Trichocerota proxima Le Cerf, 1916
- Trichocerota radians Hampson, 1919
- Trichocerota rubripectus (Xu & Liu, 1993)
- Trichocerota ruficincta Hampson, [1893a]
- Trichocerota spilogastra (Le Cerf, 1916b)
- Trichocerota tianpingensis (Xu & Liu, 1993)
- Trichocerota univitta Hampson, 1900